# Buttlar
Buttlar är en kommun och ort i Wartburgkreis i förbundslandet Thüringen i Tyskland.
Kommunen ingår i förvaltningsgemenskapen Geisa tillsammans med kommunerna Geisa, Gerstengrund och Schleid.